# Brüll Emánuel
Brüll Emánuel (Magyarlégen, 1884. október 18. – Szatmár, 1951. július 30.) magyar nyelvművelő, könyvtáros.

## Életútja
Középiskolai tanulmányait Szamosújvárt s a kolozsvári református kollégiumban végezte. Budapesti egyetemi tanulmányai után 1923-ban tanári oklevelet szerzett Kolozsvári Református Teológián, ugyanitt lett magyar-német szakos tanár és a református kollégiumi nagykönyvtár őre. Az államosítás után is mint akadémiai alkalmazott haláláig az intézmény élén maradt.
Nagy elődei példáját követve több mint háromezer kötetet számláló, gonddal válogatott személyi könyvtárát az általa őrzött könyvtárra hagyományozta. Nyelvművelő cikkei, nevelési és turisztikai tárgyú írásai az Erdélyi Múzeum, az erdélyi és a kolozsvári napilapok hasábjain jelentek meg. A nép nyelvének kincsei című dolgozatát önálló füzetként adta ki az Erdélyi Fiatalok (Kolozsvár, 1935).